# Richard Heidrich
Richard Heidrich (27 juillet 1896 - 22 décembre 1947) est un General der Fallschirmtruppen allemand de la Luftwaffe pendant la Seconde Guerre mondiale.

## Biographie
Richard Heidrich est volontaire pour le service militaire pendant la Première Guerre mondiale et entre le 18 août 1914 dans le 101e régiment d'infanterie de réserve. Pendant la Première Guerre mondiale, il est d'abord chef de section puis commandant de compagnie, enfin adjudant de régiment dans le 182e régiment d'infanterie. Il devient officier et reçoit la croix de fer de 1re classe. Après la guerre, il est accepté par la Reichswehr, où il occupe différents postes dans l'infanterie.
En 1938, Heidrich commande le bataillon de parachutistes qu'il avait formé en tant que major dans l'infanterie. Heidrich et son unité sont transférés dans la Luftwaffe le 1er janvier 1939. Les Fallschirmjäger (parachutistes), tout en restant à un stade précoce de formation, ont donc été complétés par un 2e bataillon du 1er régiment de parachutistes. Heidrich est transféré à l'état-major de la 7. Flieger-Division, puis quitte la Luftwaffe pour mener le 514e régiment d'infanterie pendant la bataille de France.
En juin 1940, le général Kurt Student réussit à persuader Heidrich de revenir dans la Luftwaffe. Il a ensuite formé le 3e régiment de parachutistes qu'il a dirigé avec succès dans la bataille de Crète.
En novembre 1942, Heidrich commande la 1. Fallschirmjäger-Division (1re Division de parachutistes), qui a été déployée sur le front de l'Est. À partir du 12 juillet 1943, la 1. Fallschirmjäger-Division a été déployée en Sicile pour contrer l'invasion alliée de l'île. La division a été directement impliquée dans les combats autour du pont Primosole (Opération Fustian).
Les batailles de la 1. Fallschirmjäger-Division les plus ardues sont venus après le débarquement allié sur le continent italien, et en particulier dans les trois batailles de Monte Cassino. Les éléments de la division sous le commandement d'Heidrich ont également participé à des combats à Anzio-Nettuno. Comme commandant du I. Fallschirmkorps (1er corps de parachutistes), Heidrich supervise le retrait de ce corps à travers toute la longueur de l'Italie.
Richard Heidrich a été capturé par les Américains le 2 mai 1945 et a ensuite été remis aux Britanniques. Il est décédé dans un hôpital de Hambourg-Bergedorf le 22 décembre 1947.

## Promotions
- Gefreiter : 17 novembre 1914
- Unteroffizier : 18 mai 1915
- Fähnrich : 14 juillet 1915
- Leutnant : 20 août 1915
- Oberleutnant : 31 juillet 1925
- Hauptmann : 1er février 1931
- Major: 18 janvier 1936
- Oberstleutnant: 1er janvier 1939
- Oberst: 20 avril 1940
- Generalmajor: 4 août 1942
- Generalleutnant: 1er juillet 1943
- General der Fallschirmtruppen: 31 octobre 1944

## Décorations
- Croix de fer (1914) 2e et 1re classe
- Insigne des blessés (1918) en Noir
- Fermoir à la croix de fer (1939) 
  - 2e classe: 25 mai 1941
  - 1re classe: 25 mai 1941
- Croix allemande en or: 13 avril 1942
- Croix de chevalier de la croix de fer avec feuilles de chêne et glaives
  - Croix de chevalier le 14 juin 1941 en tant que oberst et commandant de la Fallschirmjäger-Regiment 3[1]
  - 382e feuilles de chêne le 5 février 1944 en tant que Generalleutnant et commandant de la 1. Fallschirmjäger-Division[1]
  - 55e avec glaives le 25 mars 1944 en tant que Generalleutnant et commandant de la 1. Fallschirmjäger-Division[1]
- Mentionné dans le Wehrmachtbericht le 9 juin 1941, 24 décembre 1943, 25 mars 1944 et le 29 juin 1944